# Laura Marie Dunlap
Laura Marie Mercado Dunlap là một người mẫu thời trang và nữ hoàng sắc đẹp. Cô mang trong mình hai dòng máu Philippines và Hoa Kỳ.

## Thông tin cá nhân
Cha mẹ cô là Bill Dunlap và Lorna Mercado. Cô đã nhận được Bằng Cử nhân Khoa học ngành Tâm lý học ở Trường Đại học Angeles tại Pampanga.

## Các cuộc thi sắc đẹp

### Hoa hậu Philippines 2003
Ngày 10 tháng 5 năm 2003, cô tham gia cuộc thi Hoa hậu Philippines 2003 và giành chiến thắng. Cô được trao vương miện bởi người tiền nhiệm, cô April Ross Perez và giành quyền đại diện cho Philippines tại đấu trường Hoa hậu Trái Đất 2003.

### Hoa hậu Trái Đất 2003
Trong cuộc thi Hoa hậu Trái Đất 2003, cô đã lọt vào Top 10, nối tiếp thành công của đàn chị tiền nhiệm. Ngoài ra, cô còn đoạt thêm giải thưởng Làn da đẹp nhất (Best Skin). Người giành được vương miện năm đó là cô Dania Prince Mendez, đại diện của Honduras.